# Fleur Launspach
Fleur Launspach (Amsterdam, 3 juni 1989) is een nieuwscorrespondent, journalist en producent van internationale televisienieuws- en documentaires. Ze vervult sinds 2021 de positie van NOS-correspondent voor het Verenigd Koninkrijk en Ierland, en fungeert als hoofd van het Londense bureau.

## Biografie

### Opleiding
Launspach heeft een master afgerond aan de Universiteit van Amsterdam in journalistiek en een master in media en cultuur.

### Carrière

#### Al Jazeera English
Fleur Launspach werkte voorheen bij het hoofdkantoor van Al Jazeera English in Qatar. Voor Al Jazeera English werkte ze als producer in breaking news situaties en als verslaggever.

### Internationale verslaggeving
Voordat Launspach zich in het Midden-Oosten vestigde, deed ze al internationale ervaring op. Zo maakte ze reportages over rebellen in de Centraal-Afrikaanse Republiek tot het documenteren van de ebola-crisis in Sierra Leone en het belichten van de levens van cocaïneboeren in Colombia.

## Media- en publicatiewerk
Het werk van Launspach is gepubliceerd op onder meer de Nederlandse nationale omroep NOS-Nieuwsuur, Al Jazeera English, KRO-NCRV en VICE/HBO. Daarnaast zijn haar geschreven bijdragen te vinden in publicaties zoals Foreign Policy, de Daily Mail, de NRC en diverse andere kranten en tijdschriften.

## Short CV
- 2021 - Heden: Correspondent VK & Ierland bij de NOS, de Nederlandse publieke omroep.
- 2020 - 2021: Producent bij NBC Londen.
- 2019 - 2022: Producent, presentator, documentaires bij KRO-NCRV - NOS Nieuws.
- 2016 - 2019: Verslaggever & producent bij Al Jazeera English.
- 2014 - 2017: VICE News en VICE HBO.
- 2013 - 2015: Freelance Afrika-correspondent.